# Тере Хоут (Индијана)
Тере Хоут (енгл. Terre Haute) град је у америчкој савезној држави Индијана.

## Демографија
По попису из 2010. године број становника је 60.785, што је 1.171 (2,0%) становника више него 2000. године.
| Група             | 2000.          | 2010.          |
| Белци             | 50.867 (85,3%) | 49.456 (81,4%) |
| Афроамериканци    | 5.827 (9,8%)   | 6.644 (10,9%)  |
| Азијати           | 696 (1,2%)     | 879 (1,4%)     |
| Хиспаноамериканци | 942 (1,6%)     | 1.893 (3,1%)   |
| Укупно            | 59.614         | 60.785         |